# فولفغانغ ألبيرز
فولفغانغ ألبيرز (بالألمانية: Wolfgang Albers)‏ هو محامي ألماني، ولد في 12 ديسمبر 1955 في ميونخ في ألمانيا.